# Йоганн Валентин Андрее
Йоганн Валентин Андре (17 серпня 1586, Герренберг — 27 січня 1654, Штутгарт) — німецький богослов, письменник, математик, алхімік. Внук Якоба Андрее. Автор 100 творів німецькою та латинською мовами. 
В автобіографії написав, що є автором трактату «Хімічне Весілля Христіана Розенкрейца» (Chymische Hochzeit: Christiani Rosencreutz) — одного з трьох маніфестів руху розенкрейцерів.

## Основні роботи
- Compendium Mathematicum (1614)
- Chymische Hochzeit Christiani Rosencreutz Anno 1459 («The chymical Wedding of Christian Rosencreutz»), published anonymously (1616)
- Menippus (1617)
- Invitatio Fraternitatis Christi (1617—1618)
- Peregrini in patria errores (1618)
- Reipublicae Christianopolitanae descriptio («Description of the Republic of Christianopolis», «Beschreibung des Staates Christenstadt») (1619)
- Turris Babel (1619)
- De curiositatis pernicie syntagma (1620)

## Інтернет-ресурси
- The Correspondence of Johann Valentin Andreae in EMLO
- (нім.) Biography
- Твори Christian Rosencreutz у проєкті «Гутенберг»
- Твори та інформація про Йоганн Валентин Андрее у Інтернет-архіві